# ایراکلی لابادزه
 ایراکلی لابادزه (گرجی: ირაკლი ლაბაძე؛ زاده ۹ ژوئن ۱۹۸۱) یک تنیس‌باز اهل گرجستان است.